# U Wun
U Wun (ur. 1908 w Rangunie, zm. 15 sierpnia 2004 w Rangunie) – birmański poeta.
Debiutował jako poeta w drugiej połowie lat 20. Studiował literaturę na Uniwersytecie Oksfordzkim; był wykładowcą na Uniwersytecie Yale. W 1939 powrócił do Birmy i został wykładowcą literatury birmańskiej na obecnym Uniwersytecie Ranguńskim. Obok poezji zajmował się językiem birmańskim, opracował pierwszy słownik birmańsko-japoński, transkrybował także swoje utwory alfabetem Braille’a.
Uznawany za jednego z najwybitniejszych nowoczesnych poetów Birmy, pisał o miłości, wartościach narodowych i życiu wsi. Był znany pod pseudonimem literackim Min Thuwun.
Znalazł się w niełasce po dojściu do władzy wojskowych. Działał w Narodowej Lidze na rzecz Demokracji, pod kierownictwem Aung San Suu Kyi; został z ramienia tej partii wybrany na deputowanego w 1990. Wycofał się z polityki, kiedy władze wojskowe nie uznały wyników wyborów i zdelegalizowały tę partię.